# Доценко Лев Миколайович
Лев Миколайович Доценко (19 лютого 1911, місто Миколаїв, тепер Миколаївської області — ?) — український радянський діяч, секретар Сумського обласного комітету КП(б)У, секретар Алтайського крайового комітету ВКП(б). 

## Біографія
З червня 1932 року служив у Червоній армії.
Член ВКП(б).
До грудня 1939 року — 3-й секретар Сумського міського комітету КП(б)У.
У грудні 1939 — травень 1941 року — завідувач відділу машинобудування Сумського обласного комітету КП(б)У.
З 15 травня по серпень 1941 року — секретар Сумського обласного комітету КП(б)У із машинобудування. Учасник німецько-радянської війни. З 1 серпня 1941 року — уповноважений Державного комітету оборони СРСР на заводах, які виготовляють боєприпаси.
У липні 1942—1943 роках — секретар Алтайського крайового комітету ВКП(б) із оборонної промисловості.
У березні 1944 — листопаді 1948 року — заступник секретаря Сумського обласного комітету КП(б)У із машинобудування та завідувач відділу машинобудівної промисловості Сумського обласного комітету КП(б)У.
Подальша доля невідома. 

## Звання
- капітан
- майор

## Нагороди
- орден Трудового Червоного Прапора (23.01.1948)
- орден «Знак Пошани» (9.01.1943)
- ордени
- медаль «За перемогу над Німеччиною у Великій Вітчизняній війні 1941—1945 рр.» (1945)
- медалі